# تادائو تاکاشیما
تادائو تاکاشیما (انگلیسی: Tadao Takashima؛ زادهٔ ۲۷ ژوئیهٔ ۱۹۳۰) هنرپیشه ژاپنی است. از فیلم‌هایی که وی در آن نقش داشته است می‌توان به کینگ کونگ در برابر گودزیلا اشاره کرد.